# Lilian Faithfull
Lilian Maria Faithfull CBE (12 de março de 1865 – 2 de maio de 1952) foi um professora, diretora, defensora dos direitos das mulheres e assistente social inglesa. Ela participou das campanhas que reivindicavam o acesso das mulheres ao ensino superior, conhecidas como "Senhoras de Steamboat".
De 1889 a 1894, ela foi professora na Royal Holloway College e, em seguida, integrou o King's College de Londres, onde ela ocupou o local de Cornelia Schmitz como vice-diretora do Departamento de Senhoras durante treze anos, uma posição que ela considerou como a mais feliz de sua carreira. Em 1920, tornou-se "juiz de paz" em Cheltenham, tornando-se uma das primeiras mulheres magistradas, na Inglaterra. Faithfull criou a entidade que é agora conhecida como Casas Lilian Faithfull em Cheltenham, e ela passou os últimos meses de sua vida sob os cuidados de uma das casas, até sua morte em 1952.

## Início da vida e educação
Lilian Faithfull nasceu em Hoddesdon, Hertfordshire, em 1865. Seu pai, Francis Faithfull, foi um funcionário de uma associação de comerciantes. Sua mãe, Edith Lloyd, era dona de casa, responsável por cuidar de oito filhos, enquanto também escrevia uma História da Inglaterra e artigos de revista. Faithfull foi a segunda mais jovem de seis filhas e dois filhos. Ela morava em uma casa de campo de classe média-alta, em Hertfordshire, e foi educada em uma escola onde era a única menina à época e, mais tarde, em casa, pela mãe e governantas. Emily Faithfull, uma das primeiras ativistas pelos direitos da mulher, era sua prima. Os pais de Faithfull tinham convicções firmes alinhadas ao feminismo e ao igualitarismo social, mas nunca foram ativistas.
Faithfull entrou em Somerville College da Universidade de Oxford, em 1883, apenas quatro anos depois que foi estabelecido. Ela foi a primeira capitã da equipe feminina de hóquei e campeã de tênis da faculdade, e formou-se primeiro em inglês, em 1887.

## Carreira
Entre 1887 e 1888, Faithfull ensinou em Oxford High School, e foi secretária do diretor de Somerville, Madeleine Shaw Lefevre. A partir de 1889 e até 1894, ela foi professora na Royal Holloway College e, em seguida, se juntou ao King's College de Londres. Foi aí que Virginia Woolf a conheceu, e Faithfull descreveu seu cargo como "um dos mais felizes postos educacionais para as mulheres na Inglaterra".
Em 1890, Faithfull sugeriu que as mulheres que tinham competido pela Oxford ou Cambridge nas competições esportivas universitárias devessem receber crachás especiais, como os membros das equipes masculinas. Junto com Margaret Gilliland e Sara Burstall, Faithfull acreditava que o importante domésticos tópicos de cozinha, serviço de lavandaria e higiene deviam figurar como disciplinas científicas no currículo escolar. Ela queria livrar-se da distinção entre a mulher profissional e as mulheres que estudavam "ciência doméstica".
"Em anos recentes há um movimento amplo para associar a educação feminina à atividade doméstica . . . Queremos que nossas alunas sejam capazes de adotar atitudes sensíveis, metódicas e práticas e de coordenar inteligente e praticamente as várias tarefas da casa." – Faithfull discutindo políticas de educação em 1911.
Em 1895, Faithfull se tornou a primeira presidenta do Ladies' Hockey Association e permaneceu nessa função até, pelo menos, 1907.
Faithfull foi ativa como assistente social, promovendo a melhoria das condições sociais para os pobres, em Londres, e foi presidenta de uma comissão para melhorar a nutrição de crianças. Ela fundou a Sociedade de Habitação para Pessoas Idosas, mais tarde renomeada Casas Lilian Faithfull.
Faithfull foi o modelo para Helen Butterfield, personagem em Constante Ninfa, 1924, num romance de Margaret Kennedy (ex-aluna do Cheltenham).
Em 1926 Faithfull foi reconhecida como Comandante da Ordem do Império Britânico.
Faithfull morreu em 2 de maio de 1952, numa Casa Faithfull, e foi sepultada em Cheltenham.

## Publicações
- 1903: Selections from the Poems of H. W. Longfellow. With an introduction by Lilian M. Faithfull
- 1908: School hymns for use in the Cheltenham Ladies' College
- 1923: Some Addresses
- 1924: In the House of My Pilgrimage (reprinted 1925), her memoirs of her time at Cheltenham Ladies' College
- 1927: You and I. Saturday talks at Cheltenham
- 1928: The Pilgrim and Other Poems
- 1940: The Evening Crowns the Day. Reminiscences.